# سیفاکس
سیفاکس (به انگلیسی: Fairey_Seafox) یک هواگرد از نوع ضد کشتی شناسایی دریایی ساخت شرکت Fairey Aviation است. هواگرد سیفاکس نخستین پروازش را در ۲۷ مه ۱۹۳۶ میلادی انجام داد. این هواگرد در سال ۲۳ آوریل ۱۹۳۷ میلادی رسماً معرفی گردید. در مجموع، تعداد ۶۶ فروند از این هواگرد ساخته شده‌است.